# زراعة تجارية

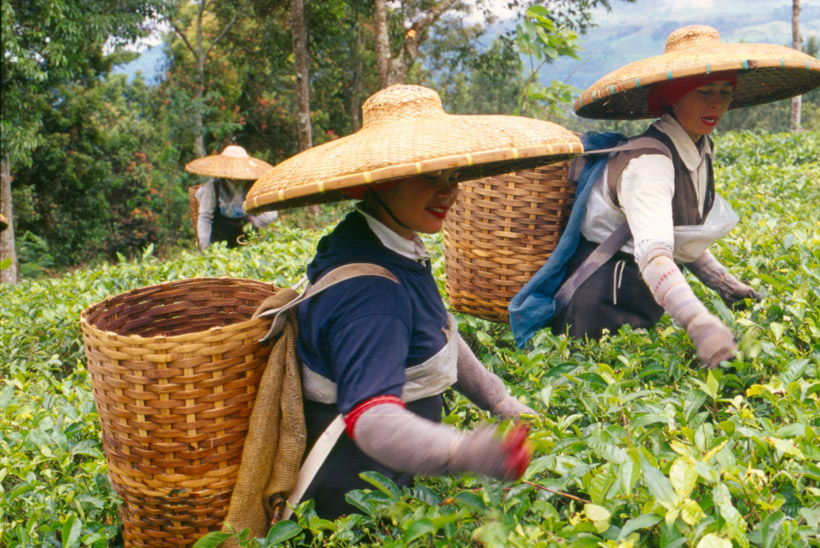
حصاد الشاي في بوكور، غرب جافا

الزراعة التجارية هي إنتاج المحاصيل على نطاق واسع لبيعها ويقصد من ذلك التوزيع واسع الانتشار لـبائعي الجملة أو متاجر البيع بالتجزئة. وفي محاصيل الزراعة التجارية مثل القمح والذرة (نبات) والشاي والقهوة وقصب السكر والكاجو والمطاط والموز والقطن تُحصد وتباع في الأسواق العالمية. وتتضمن الزراعة التجارية إنتاج الماشية ورعي الماشية. ونظرًا للطبيعة المكلفة لتكوين رأس المال وتنفيذ العمليات التكنولوجية، فإن ملاك هذه المزارع غالبًا ما تكون شركات زراعية كبيرة (وخاصة في البلدان النامية). وقد لا تختلف الزراعة التجارية واسعة النطاق من الناحية التصورية كثيرًا عن المؤسسات الصناعية الكبيرة فيما يتعلق ببعض عملياتها، وخير مثال على ذلك؛ شركة الفواكه المتحدة (المعروفة الآن بتشيكيتا براندز إنترناشيونال). والعمل بالزراعة التجارية أكثر شيوعًا في الدول الصناعية المتقدمة. ويمكن معالجة المحاصيل المحصودة في موقع حصادها (أو شحنها إلى مرفق معالجة تابع لأصحاب المزرعة) ومن ثم بيعها لتاجر الجملة كمنتج تام أو قد يتم بيعها كما هي لإجراء المزيد من المعالجة في أماكن أخرى. وتختلف الزراعة التجارية كثيرًا عن زراعة الكفاف، حيث إن الهدف الرئيسي من الزراعة التجارية تحقيق أرباح أعلى من خلال عمليات توفير كبيرة والتخصص وإدخال التقنيات الزراعية المكلفة بالنسبة لرأس المال والتكنولوجيات الموفرة للعمالة وتعظيم إنتاجية المحاصيل لكل هكتار من خلال الموارد الطبيعية والاصطناعية (الأسمدة والبذور المهجنة والري وما إلى ذلك). في حين أن زراعة الكفاف تعتبر نموذجًا اقتصاديًا يعمل فيه معظم أفراد السكان العاملين في مجال الزراعة لإطعام أنفسهم مع الضرورة المحدودة للتجارة؛ والزراعة التجارية هي نوع من أنواع الزراعة تناسب النماذج الاقتصادية الصناعية أو ما بعد الصناعية، ومن خلال الزراعة التجارية يُطعم معظم السكان غير العاملين في الزراعة من قبل الآخرين (القلة التي تعمل في الزراعة) ويقومون بشراء المواد الغذائية والألياف كمستهلكين في مقابل ما يدفعونه من أموال.

## النمو
الزراعة التجارية هي تطور العمل بالزراعة المتنوعة (تسمى في بعض الأحيان مختلطة)، حيث يعتزم المزارعون إنتاج السلع للبيع في المقام الأول ليستهلكها الآخرون على نطاق واسع. قد يحصل المزارعون على كمية كبيرة كافية من الأراضي الصالحة للزراعة و/أو التكنولوجيا المتقدمة الكافية. وفي الدول المتقدمة، يوجد أيضًا استثمار في المعدات المكلفة من جهة رأس المال مثل الحاصدات والجرارات وغيرها من المعدات الزراعية. وإلى هذا الحد قد يصبح التخصص والتركيز على محصول واحد أو على عدد قليل من المحاصيل أكثر ربحية للمزارعين بسبب وفورات الحجم. ومن الممكن أن تعمل المستويات المتقدمة من التكنولوجيا التي قد تقلل إلى حد كبير من خطر ضعف المحاصيل إلى مزيد من ربحية المزارعين. وبموجب ذلك، فإن الفرق الرئيسي بين الزراعة التجارية والأشكال الزراعية الأقل تطورًا هو التأكيد الجديد على تكوين رأس المال والتقدم العلمي والتطور التكنولوجي بدلاً من الاعتماد الأساسي على استغلال الموارد الطبيعية المشتركة بين زراعة الكفاف والزراعة المتنوعة.

## الأنواع
هناك أنواع عديدة من الزراعة التجارية:
- الزراعة التجارية المكثفة: هي نظام زراعة يطبق فيه استعمال كميات كبيرة نسبيًا من رأس المال أو العمالة في مساحات صغيرة نسبيًا من الأراضي. ويُمارس هذا النوع من الزراعة في البلدان التي يؤدي فيها الضغط السكاني إلى تقليل حجم ملكيات الأراضي. وتعتبر ولاية البنغال الغربية في الهند واحدة من أفضل الأمثلة على الزراعة التجارية المكثفة.
- الزراعة التجارية الشاملة: هي نظام زراعة يطبق فيه استعمال كميات صغيرة نسبيًا من استثمارات رأس المال أو العمالة في مساحات كبيرة نسبيًا من الأراضي. وفي بعض الأحيان تُترك الأراضي بوارًا لاستعادة خصوبتها. ويتم تجهيزها في الغالب باستعمال المعدات الميكانيكية حيث إن العمالة تكون مكلفة للغاية أو ربما قد تكون غير متوفرة على الإطلاق. وعادة ما يحدث هذا على هامش النظام الزراعي، على مسافة كبيرة من السوق أو في الأرض الفقيرة بإمكانية محدودة. وهذا النوع من الزراعة عادة ما يُمارس في مناطق تاراي من نيبال الجنوبية. والمحاصيل التي تُزرع هي قصب السكر والأرز والقمح.
- زراعة المستعمرة الزراعية: المستعمرة الزراعية هي مزرعة أو تركة كبيرة تتواجد عادةً في بلد استوائية أو شبه استوائية حيث تزرع فيها المحاصيل للبيع في الأسواق البعيدة بدلاً من الاستهلاك المحلي.

## العوامل
تحتوي الزراعة التجارية على ستة عوامل رئيسية:
1. الموقع
يجب على المزارع التجارية نقل منتجاتها إلى السوق. وتحتاج المزارع إلى أن تكون موجودة بالقرب من أنظمة النقل. وتعتبر الشاحنات والسفن والطائرات والقطارات وسائل متعددة يمكن نقل المنتجات من الأماكن التي تُزرع أو تُصنع فيها إلى الأماكن التي يمكن للعملاء شراؤها منها.
2. المناخ
تحدد تربة المزرعة فضلاً عن مناخ المنطقة التي تقع فيها نوع المحاصيل التي تتم زراعتها أو ما إذا كانت الأرض صالحة لتربية الماشية. ويمكن لدرجة الحرارة وتساقط الأمطار أن يحددا أيضًا نوع المحصول الذي يُزرع. على سبيل المثال، يُزرع البرتقال في المناخ الحار. حيث إنه لا ينمو إذا كانت درجة الحرارة باردة جدًا.
3. المواد الخام
تعتمد المزرعة التجارية على المواد الخام. على سبيل المثال، يزرع المزارع الحبوب للحصول على القمح. ويمتلك المزارع أبقار الألبان لإنتاج اللبن. فالبذور والأبقار مثالان على المواد الخام المستخدمة في الزراعة التجارية.
4. قوى السوق
يعتبر العرض والطلب مهمين لبيع المنتجات الزراعية. فإن كان هناك طلب مرتفع وعرض منخفض على منتج ما، فإن سعر هذا المنتج سوف يزداد.
5. العمالة
يوفر الأشخاص العاملون في المزارع أنواعًا مختلفة من العمالة. فالعمالة ضرورية في زراعة المحاصيل وحصادها. وهي أمر مهم لأنه في بعض المنتجات، مثل العنب، يحتاج الحصاد إلى الأيدي العاملة.
6. النقل
يعتمد نقل المنتجات الزراعية إلى السوق على أنظمة النقل. على سبيل المثال، يتم شحن المنتجات عن طريق السكك الحديدية في عربات تبريد خاصة، ثم يتم شحنها عبر المحيط. بعض المحاصيل مثل الفواكه يجب أن تصل إلى السوق بسرعة، وإلا فستتعفن؛ فمثل هذه المحاصيل غالبًا ما تُشحن لمسافات قصيرة أو تباع في المناطق التي تزرع فيها.